# Fotokatalyse
Van fotokatalyse is sprake als een chemische reactie versneld wordt in de aanwezigheid van zowel een katalysator als van licht.
Er zijn veel chemische reacties die thermodynamisch gezien spontaan zouden kunnen optreden maar die dat niet doen omdat alle paden daartoe over te hoge energetische drempels voeren. Een katalysator versnelt een reactie zonder bij deze reactie opgebruikt te worden. In fotokatalyse vindt dit proces onder invloed van licht plaats. Daarmee is fotokatalyse dus een combinatie van fotochemie en katalyse.
Anders dan bij foto-elektrochemie of fotosynthese wordt in de regel geen energie van het licht vastgelegd als chemische energie. Toch kan fotokatalyse bijzonder nuttig zijn omdat met deze methode chemische reacties - vaak ook selectief - mogelijk worden die anders uitblijven.